# Otto Henning (Politiker, 1913)
Otto Henning (* 13. April 1913; † 25. Dezember 1975) war ein deutscher Gewerkschafter und Politiker (SED). Er war von 1959 bis 1960 amtierender Vorsitzender des Rates des Bezirkes Magdeburg.

## Leben
Henning besuchte die Volksschule und erlernte den Beruf des Zimmermanns. Während des Zweiten Weltkriegs leistete er Kriegsdienst.
Nach dem Krieg trat er in die Kommunistische Partei Deutschlands (KPD) ein und wurde 1946 Mitglied der Sozialistischen Einheitspartei Deutschlands (SED). Henning gehörte ab 7. April 1946 dem Provinzialvorstand der SED in der Provinz Sachsen an. Von Oktober 1947 bis März 1950 fungierte er als 2. Vorsitzender des Zentralvorstandes der IG Holz (Nachfolger von Emil Hartung). Anfang der 1950er Jahre bis 1955 war er Landrat bzw. Vorsitzender des Rates des Kreises im Kreis Gardelegen, danach bis 1959 Vorsitzender des Rates des Kreises Wernigerode. Als Nachfolger von Henry Kolb wurde er 1959 Erster Stellvertreter des Vorsitzenden des Rates des Bezirkes Magdeburg. Nach dem Tod von Paul Hentschel († 20. November 1959) wurde Henning am 29. November 1959 als amtierender Vorsitzender des Rates des Bezirkes berufen. Am 6. Juli 1960 begrüßte er mit Alois Pisnik, Kandidat des Politbüros und 1. Sekretär der SED-Bezirksleitung Magdeburg, den polnischen Ministerpräsidenten Józef Cyrankiewicz in Magdeburg. Henning amtierte bis zur Wahl von Kurt Ranke zum neuen Vorsitzenden des Rates des Bezirkes am 30. Juli 1960.
Henning war verheiratet und Vater eines Sohnes. Er wohnte zuletzt in Schierke. Henning starb nach schwerer Krankheit am 25. Dezember 1975 im Alter von 62 Jahren und wurde auf dem Waldfriedhof in Magdeburg beigesetzt.

## Auszeichnungen
- 1959 Vaterländischer Verdienstorden in Bronze